# Megalastrum masafuerae
Megalastrum masafuerae là một loài dương xỉ trong họ Dryopteridaceae. Loài này được Sundue, Rouhan & R.C.Moran mô tả khoa học đầu tiên năm 2010.
Danh pháp khoa học của loài này chưa được làm sáng tỏ. 